# Canton de Chatou
Le canton de Chatou est une circonscription électorale française située dans le département des Yvelines et la région Île-de-France.

## Histoire
Le canton créé par décret du 28 janvier 1964 par division du Canton de Saint-Germain-en-Laye en Seine-et-Oise.
À la suite du redécoupage cantonal de 2014, les limites territoriales du canton sont remaniées. Le nombre de communes du canton passe de 2 à 5.

## Représentation

### Conseillers généraux de 1964 à 2015
| Période | Période      | Identité                        | Étiquette    | Qualité                                                                             |
| ------- | ------------ | ------------------------------- | ------------ | ----------------------------------------------------------------------------------- |
| 1964    | 1967         | Jean-François Henry (1921-1986) | CNIP         | Haut fonctionnaire Maire de Chatou (1959-1971)                                      |
| 1967    | 1979 (décès) | Jacques Catinat (1910-1979)     | UDR puis RPR | Imprimeur, éditeur Maire de Chatou (1971-1979)                                      |
| 1979    | 1988         | Roger Chombeau                  | RPR          | Adjoint au maire de Chatou                                                          |
| 1988    | 1994         | Jean-René Bonnet                | RPR          | Pharmacien Maire de Chatou (1981-1995)                                              |
| 1994    | 2015         | Ghislain Fournier               | DL puis UMP  | Conseiller en gestion Maire de Chatou (2008-2018) Vice-Président du Conseil Général |

### Conseillers départementaux à partir de 2015
| Période élective | Période élective | Mandat | Mandat   | Identité          | Nuance | Nuance | Qualité |
| ---------------- | ---------------- | ------ | -------- | ----------------- | ------ | ------ | --- |
| 2015             | 2021             | 2015   | 2021     | Ghislain Fournier |        | LR     | Conseiller en gestion Maire de Chatou (2008 → 2018) 3e vice-président délégué à la nouvelle organisation territoriale, et la simplification administrative                                                                  |
| 2015             | 2021             | 2015   | 2021     | Marcelle Gorguès  |        | LR     | Retraitée de l'enseignement Maire du Port-Marly (2003 → 2020) Vice-présidente de la CA Saint Germain Boucles de Seine (2016 → 2020)                                                                                         |
| 2021             | 2028             | 2021   |          | Éric Dumoulin     |        | LR     | Dirigeant de sociétés 11e vice-président délégué au Budget et aux Finances (2021 → 2024) Maire de Chatou (2018 → 2024) Vice-président de la CA Saint Germain Boucles de Seine (2020 → 2024) Sénateur des Yvelines (2024 → ) |
| 2021             | 2028             | 2021   | en cours | Stéphanie Thieyre |        | LR     | Première adjointe au maire de Marly-le-Roi |

### Résultats détaillés

#### Élections de mars 2015
À l'issue du 1er tour des élections départementales de 2015, deux binômes sont en ballottage : Ghislain Fournier et Marcelle Gorgues (UMP, 55,58 %) et Catherine Coicadan et André Michel (PS, 16,28 %). Le taux de participation est de 45,93 % (25 392 votants sur 55 280 inscrits) contre 45,34 % au niveau départemental et 50,17 % au niveau national.
Au second tour, Ghislain Fournier et Marcelle Gorgues (UMP) sont élus avec 73 % des suffrages exprimés et un taux de participation de 39,95 % (15 293 voix pour 22 082 votants et 55 280 inscrits).

#### Élections de juin 2021
Le premier tour des élections départementales de 2021 est marqué par un très faible taux de participation (33,26 % au niveau national). Dans le canton de Chatou, ce taux de participation est de 37,08 % (20 469 votants sur 55 202 inscrits) contre 33,61 % au niveau départemental. À l'issue de ce premier tour, deux binômes sont en ballottage : Éric Dumoulin et Stéphanie Thieyre (DVD, 60,09 %) et Marie-Françoise Darras et José Tomas (Union à gauche avec des écologistes, 17,86 %).
Le second tour des élections est marqué une nouvelle fois par une abstention massive équivalente au premier tour. Les taux de participation sont de 34,36 % au niveau national, 35,23 % dans le département et 39,52 % dans le canton de Chatou. Éric Dumoulin et Stéphanie Thieyre (DVD) sont élus avec 72,47 % des suffrages exprimés (15 311 voix pour 21 823 votants et 55 215 inscrits),,. 

## Composition

### Composition avant 2015
Le canton de Chatou comprenait 2 communes.
| Nom                | Code Insee | Codepostal | Superficie (km2) | Population (dernière pop. légale) | Densité (hab./km2) |
| ------------------ | ---------- | ---------- | ---------------- | --------------------------------- | ------------------ |
| Chatou (chef-lieu) | 78146      | 78400      | 5,08             | 30 585 (2012)                     | 6 021              |
| Croissy-sur-Seine  | 78190      | 78290      | 3,44             | 10 063 (2012)                     | 2 925              |

### Composition à partir de 2015
Le canton de Chatou comprend désormais cinq communes entières.
| Nom                            | Code Insee | Intercommunalité                  | Superficie (km2) | Population (dernière pop. légale) | Densité (hab./km2) | Modifier                                    |
| ------------------------------ | ---------- | --------------------------------- | ---------------- | --------------------------------- | ------------------ | ------------------------------------------- |
| Chatou (bureau centralisateur) | 78146      | CA Saint Germain Boucles de Seine | 5,08             | 30 054 (2022)                     | 5 916              | modifier les données · modifier les données |
| Croissy-sur-Seine              | 78190      | CA Saint Germain Boucles de Seine | 3,44             | 10 580 (2022)                     | 3 076              | modifier les données · modifier les données |
| Marly-le-Roi                   | 78372      | CA Saint Germain Boucles de Seine | 6,54             | 16 619 (2022)                     | 2 541              | modifier les données · modifier les données |
| Le Port-Marly                  | 78502      | CA Saint Germain Boucles de Seine | 1,44             | 5 583 (2022)                      | 3 877              | modifier les données · modifier les données |
| Le Vésinet                     | 78650      | CA Saint Germain Boucles de Seine | 5,00             | 15 712 (2022)                     | 3 142              | modifier les données · modifier les données |
| Canton de Chatou               | 7803       |                                   | 21,50            | 78 548 (2022)                     | 3 653              | modifier les données                        |

## Démographie

### Démographie avant 2015
| 1968   | 1975   | 1982   | 1990   | 1999   | 2006   | 2011   | 2012   |
| ------ | ------ | ------ | ------ | ------ | ------ | ------ | ------ |
| 28 654 | 33 395 | 35 527 | 37 075 | 38 423 | 39 539 | 40 341 | 40 648 |

### Démographie depuis 2015
En 2022, le canton comptait 78 548 habitants, en évolution de −0,2 % par rapport à 2016 (Yvelines : +2,72 %, France hors Mayotte : +2,11 %).
| 2013   | 2018   | 2022   |
| ------ | ------ | ------ |
| 78 466 | 77 641 | 78 548 |